# Campovassouria cruciata
Campovassouria es un género botánico monotípico perteneciente a la familia Asteraceae. Su única especie Campovassouria cruciata (Vell.) R.M. King & H. Rob es originaria de Brasil, Chile, Paraguay, Argentina, Bolivia y Uruguay. En Uruguay es conocida comúnmente por chirca o chilca.

## Descripción
C. cruciata es un arbusto de 1-2 m de altura. Hojas oblongo lanceoladas, márgenes dentados, sésiles. En C. cruciata se detectan a lo largo de todo su rango de distribución variaciones de los caracteres de las hojas o filotaxis en algunos especímenes. Inflorescencias en panículas, capítulos con 5 flores. Flores con corola de 3-5 mm, rosadas, con tricomas glandulares dispersos.  Papus de 30-40 tricomas. 

## Distribución[3]
Brasil : Cerrado, Mata Atlántica,Pantanal, Parana, Rio Grande Do Sul, Santa Catarina.
Argentina: Buenos Aires, Catamarca, Chaco, Corrientes, Entre Ríos, Jujuy, Misiones, Salta y Tucumán
Bolivia: Cochabamba, La Paz, Santa Cruz, Tarija
Paraguay:Amambay, Caaguazú, Canindeyú, Central, Cordillera, Guairá, Misiones, Paraguarí, SanPedro
Uruguay: Artigas, Lavalleja, Río Negro, Rivera, San José, Tacuarembó

## Taxonomía
Campovassouria cruciata fue descrita por (Vell.) R.M.King & H.Rob.  y publicado en Phytologia 49: 3. 1981. 
Sinonimia
- Chrysocoma cruciata Vell.
- Eupatorium amblyolaenum Sch.Bip. ex Baker
- Eupatorium cruciatum (Vell.) Ariza
- Eupatorium phlogifolium DC.
- Eupatorium sonderi Sch.Bip.
- Osmia phlogifolia (DC.) Sch.Bip.[8]